# Урбах (Рейнланд-Пфальц)
Урбах (нім. Urbach) — громада в Німеччині, розташована в землі Рейнланд-Пфальц. Входить до складу району Нойвід. Складова частина об'єднання громад Пудербах.
Площа — 11,26 км2. Населення становить 1474 ос. (станом на 31 грудня 2020).